# Józef Rudzki (żołnierz)
Józef Rudzki (ur. 9 października 1894 w Poznaniu, zm. 14 lipca 1920 w Koczanowicach lub Kochanowicach powiat nieświeski) – żołnierz armii niemieckiej i kapitan Wojska Polskiego. Uczestnik I wojny światowej i wojny polsko-bolszewickiej. Kawaler Orderu Virtuti Militari.

## Życiorys
Urodził się 9 października 1894 w rodzinie Józefa i Pauliny z d. Schmidt. Absolwent szkoły średniej. W 1914 wcielony do armii niemieckiej, trzykrotnie ranny. Od 23 listopada 1918 ochotnik w 36 pułku Legii Akademickiej w odrodzonym Wojsku Polskim. Od 4 stycznia 1919 walczył na froncie wojny polsko-bolszewickiej. Awans na kapitana otrzymał 7 lipca 1919. 15 września 1919 przeniesiony do Dowództwa Okręgu Poznań. Absolwent Szkoły Sztabu Generalnego w Warszawie. Następnie jako adiutant w sztabie VIII Brygady Piechoty.
Szczególnie odznaczył się w walkach 24 maja 1920 pod Mińskiem, a także 27 maja dowodząc 10 pułkiem piechoty.
„14 lipca podczas przejazdu przez wieś Koczanowicze w powiecie nieświeskim, wraz z kilkoma innymi oficerami, został zamordowany przez grupę dywersyjną Armii Czerwonej”.
Pochowany na cmentarzu w Koczanowicach. W 1921 ekshumowany i pochowany w rodzinnym grobowcu w Poznaniu.
27 lipca 1922 Naczelnik Państwa i Naczelny Wódz, marszałek Polski Józef Piłsudski dekretem L. 13862/V.M. Adj. Gen. odznaczył go pośmiertnie Krzyżem Srebrnym Orderu Wojskowego Virtuti Militari oraz awansował do stopnia majora.

## Ordery i odznaczenia
- Krzyż Srebrny Orderu Wojskowego Virtuti Militari nr 8025[2]
- Krzyż Walecznych – trzykrotnie[2]